# Victor Neves Rangel
Victor Neves Rangel, genannt Vitinho, (* 8. September 1990 in Serra) ist ein brasilianischer Fußballspieler. Der Rechtsfüßer wird im Angriff eingesetzt.

## Karriere
Vitinho begann seine Laufbahn 2011 beim unterklassigen EC Aracruz. Danach wechselte er mehrfach den Klub, blieb aber zunächst in den unteren Spielklassen. Erst 2015 trat er durch ein Leihgeschäft an den Grêmio FBPA im oberklassigen Spielbetrieb in Erscheinung. Für den Klub gab er am 4. Juni 2015 gegen Corinthians São Paulo seinen Einstand in der Série A. Er wurde in der 64. Minute für Pedro Rocha eingewechselt. Am Ende der Série A 2015 wurde das Leihgeschäft nicht verlängert.
Vitinhos nächste Station war wieder auf Leihbasis der América Mineiro. Dieser hatte in der Saison 2015 den vierten Tabellenplatz in der Série B erreicht und sich damit für die Série A 2016 qualifiziert. Beim 1:1 gegen den EC Vitória am 26. Mai 2016 gelang ihm sein erstes Tor in der Série A, als er in der 74. Minute den Treffer zum 1:0 erzielte. Noch in der laufenden Saison wurde Vitinhos wieder abgegeben. Er wechselte in die Série B zum EC Bahia. Die Leihe war befristet bis zum Ende der Meisterschaft. Nach Beendigung des Leihgeschäftes wurde Vitinho zum Start in die Saison 2017 wiederum ausgeliehen. Er kam zum Ceará SC, mit welchem er die Staatsmeisterschaft von Ceará gewinnen konnte. Im Juli des Jahres wechselte Vitinhos nach Mexiko. Er erhielt einen Vertrag bei Cafetaleros de Tapachula. Mit diesem trat er in der zweithöchsten Spielklasse Mexikos an, der Ascenso MX. Sein erstes Spiel in der Ascenso MX 2017/18 bestritt er am Vitinho am 19. August 2017. Sein erstes Tor in der Liga erzielte er am 8. Oktober 2017 gegen den Potros de la UAEM. In der 57. Minute traf er zum zwischenzeitlichen 3:0 (Entstand-5:0). Nach bereits einer Saison kehrte er im April 2018 nach Brasilien zurück.
Im Juli des Jahres unterzeichnete einen neuen Vertrag beim AA Ponte Preta. Nach Abschluss der Saison wechselte Vitinho Anfang Januar 2019 erneut den Klub. Er erhielt einen Vertrag beim Clube de Regatas Brasil. Kurz nach Beginn der Meisterschaftsrunde 2019 kündigte Vitinho seinen Vertrag bei CRB und unterzeichnete bei Botafogo FR
Zur Saison 2020 wechselte Vitinho zum Santa Cruz FC. In dem Jahr bestritt er 28 Spiele (sechs Tore) für den Klub. Davon 15 in der Série C 2020 (drei Tore), eines im Copa do Brasil 2020, sechs in der Staatsmeisterschaft von Pernambuco (ein Tor) und sechs im Copa do Nordeste 2020 (zwei Tore). Im Februar 2021 gab der Ituano FC die Verpflichtung von Vitinho bekannt. Kurz nach Beginn der Série C 2021 verließ Vitinho Ituano und schloss sich im Juni dem Brasiliense FC an.
Im Dezember 2021 gab der Joinville EC die Verpflichtung von Rangel zur Saison 2022 bekannt. Noch im selben Jahr ging er zur Austragung der Série D zu Associação Ferroviária de Esportes und zum Start in die Saison 2023 zu CRA Catalano. Zu Jahresbeginn 2024 ging es wieder zu Ferroviária zurück. Nach den Spielen um die Staatsmeisterschaft wechselte er zum Nova Iguaçu FC.

## Erfolge
América
- Staatsmeisterschaft von Minas Gerais: 2016

Ceará
- Staatsmeisterschaft von Ceará: 2017